# 板橋接雲寺
25°00′32″N 121°27′17″E / 25.008896°N 121.454594°E
板橋接雲寺，是位於臺灣新北市板橋區留侯里的觀音寺，為板橋、土城、中和的板橋十三莊漳州裔所供奉。

## 沿革

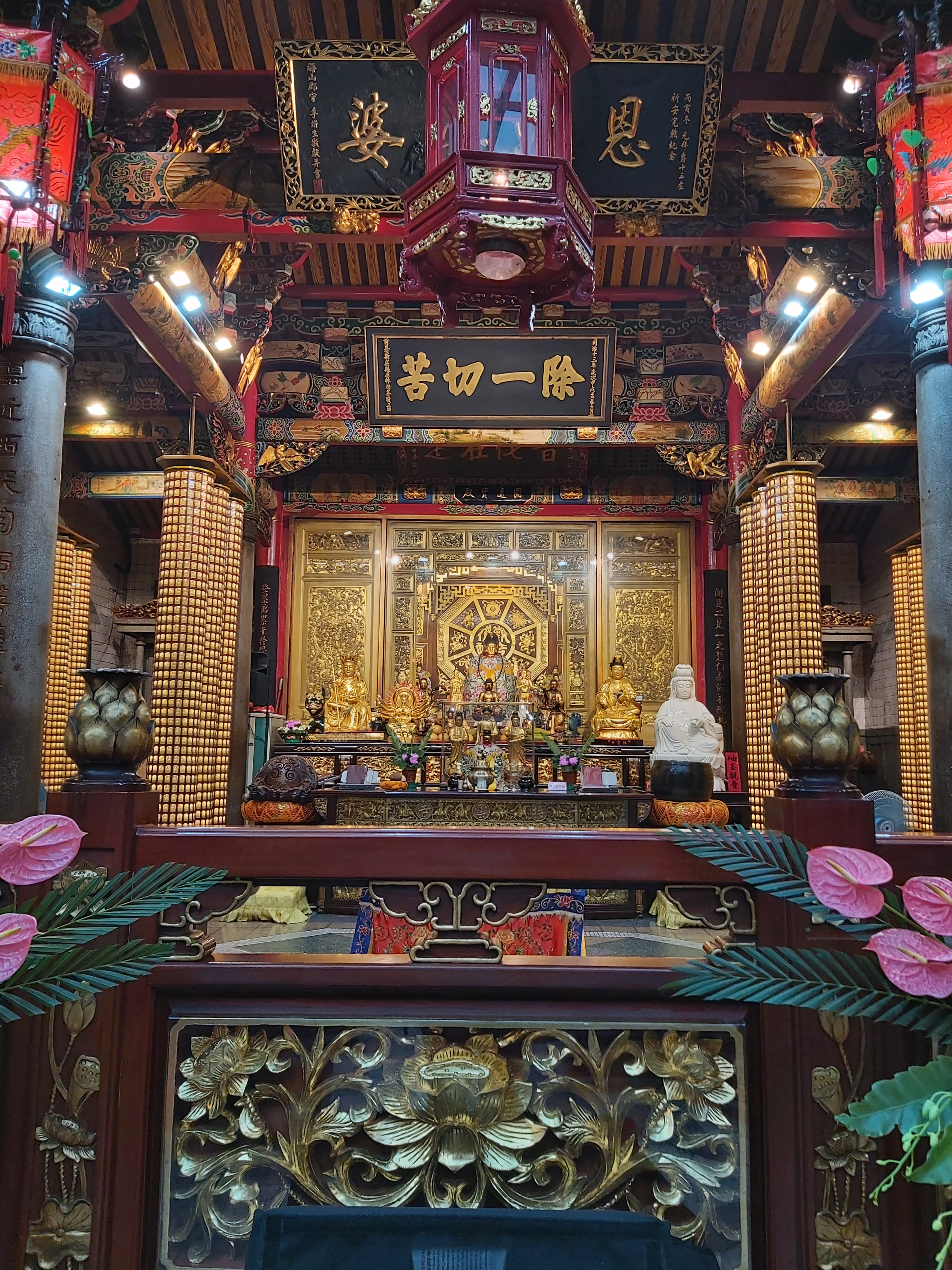
板橋接雲寺正殿，為主祀觀世音菩薩、左祀定光古佛、右祀註生娘娘，兩側陪祀十八羅漢的大殿。

清代初期，因新莊已為泉州人所據，漳州人來到與新莊一水之隔的中和、板橋等地區開墾，至雍正四年（1726年），墾號「林成祖」的開墾集團於板橋到土城大安寮之間鑿了一條水圳後，板橋逐漸繁華，形成板橋十三莊。雍正年間，漳州人在中和柯子崙山頂建立主祀觀音的中和慈雲巖。鑑於當時泉漳械鬥頻繁，故漳州人多將廟宇興建於山，如芝山巖惠濟宮。
昔日板橋去中和參拜的交通不便，板橋林家便在板橋臨時搭建一座簡易廟宇，每年從慈雲巖恭請觀音神像到板橋兩至三個月，再起駕回鑾。
傳說若能從艋舺龍山寺後方看見芝山巖惠濟宮、前方中和慈雲巖的燈火，則萬華即傳出失火。泉州人認為慈雲巖會破壞艋舺龍山寺的風水，因此多次要求搬遷，甚至願意補貼費用，但漳州人不願，導致慈雲巖毀於械鬥。至於芝山巖惠濟宮則至光緒十六年（1890年）遭焚燬。

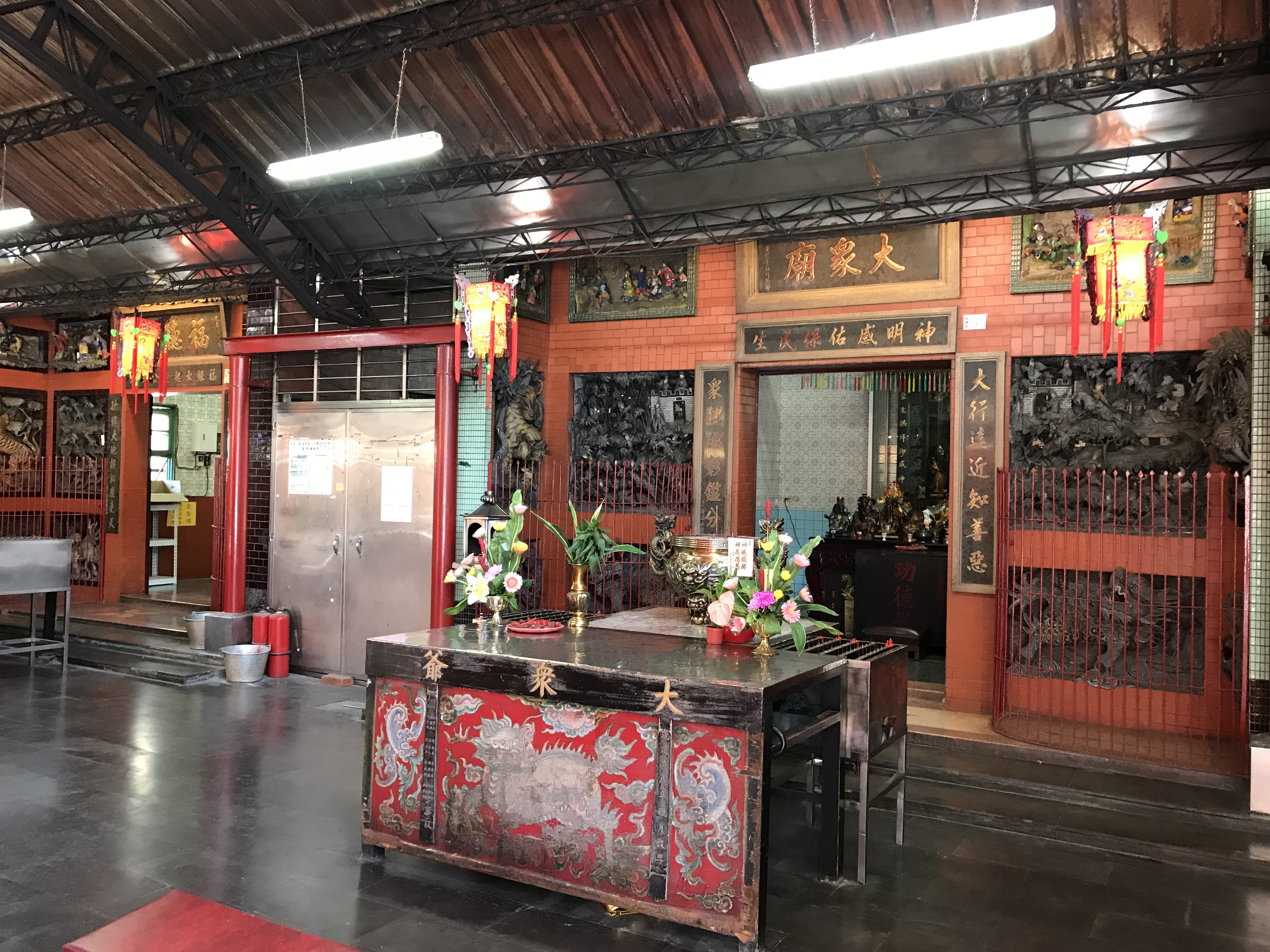
板橋接雲寺旁板橋大眾廟與板橋西門福德宮

當時慈雲巖觀音菩薩的神像被救出，並被板橋林家林國芳迎到板橋。咸豐六年（1856年）將神像恭迎至板橋舊城西北隅處建廟供奉，寺名為「接雲寺」指「承接慈雲巖香火」之意。與板橋大眾爺廟、迪毅堂、板橋慈惠宮合稱「板橋四大廟」；和板橋慈惠宮、枋橋街文昌廟、中和廣濟宮、及大安寮庄大墓公合稱「擺接堡五大廟」。
光緒四年（1878年），林家要建板橋林家花園五落大厝，接雲寺地處其中，遂遷至現址重建，於光緒十三年（1887年）落成。廟前的湳仔溝過去有一座名為「枋橋」、「板橋」的木板橋，即板橋地名的由來。
寺方每屆三十年就翻修一次。大正三年（1914年）因棟梁朽腐，由漳派陳應彬總體設計並包辦修造，以三川殿架中的藻井為精心之作，大殿棟架兩側斗座則有飛天仙人木雕。據當地人說該次大翻修曾宰了一千多頭豬。寺內仍可以看見許多廟柱上都有「咸豐」的雕刻落款年。
戰後廟址為西門街10號，屬留侯里。1954年10月2日，寺方為慶祝翻修落成，計畫將花費到二百多萬元，引起台北縣縣長戴德發在板橋中山堂召集中和鄉長、板橋鎮長、代表主席、代表、里長、分駐所主管、地方人士等多人商討，希望鎮民應該遵守政府規定盡量節約，那時板橋鎮民們為應付這次做醮，有錢人已開陸續買東西囤起以防漲價，一般人們則加緊工作多兼些錢或是到處張羅借貸來祭拜。次月19日翻新落成，板橋、中和、土城三鄉鎮民紛持祭禮魚肉、雞鴨，前往接雲寺供祭。

###### 柏壽公園

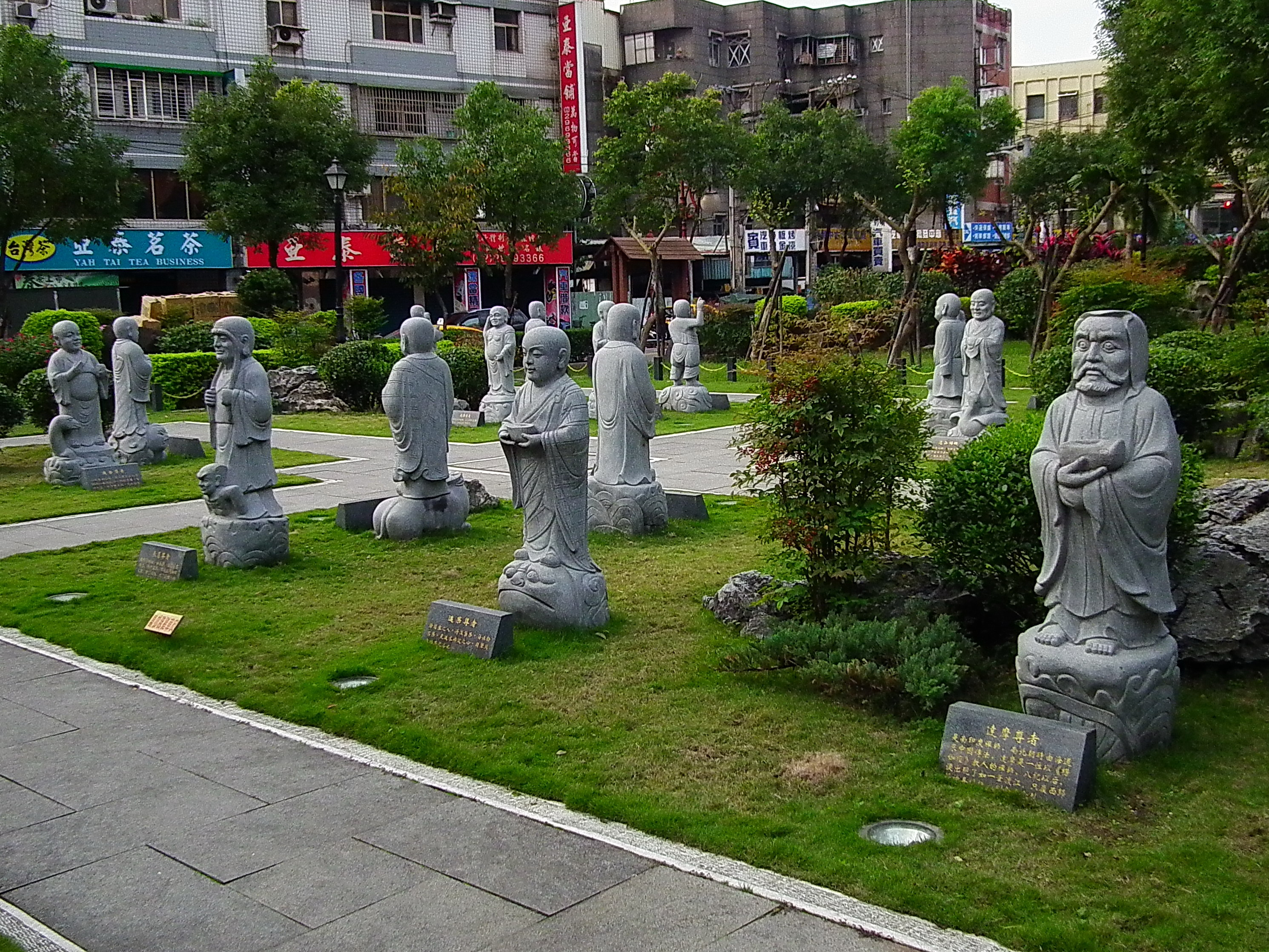
接雲寺前柏壽公園之十八羅漢石像

廟前的柏壽公園為板橋林家林柏壽在1955年報導時所贈。卻因中間有西門街長時間隔開，廟埕縱深不夠無法彰顯大氣，在2006年報導寺方以用公園前端土地來換取西門街，讓寺地就和柏壽公園合併。

## 祭祀

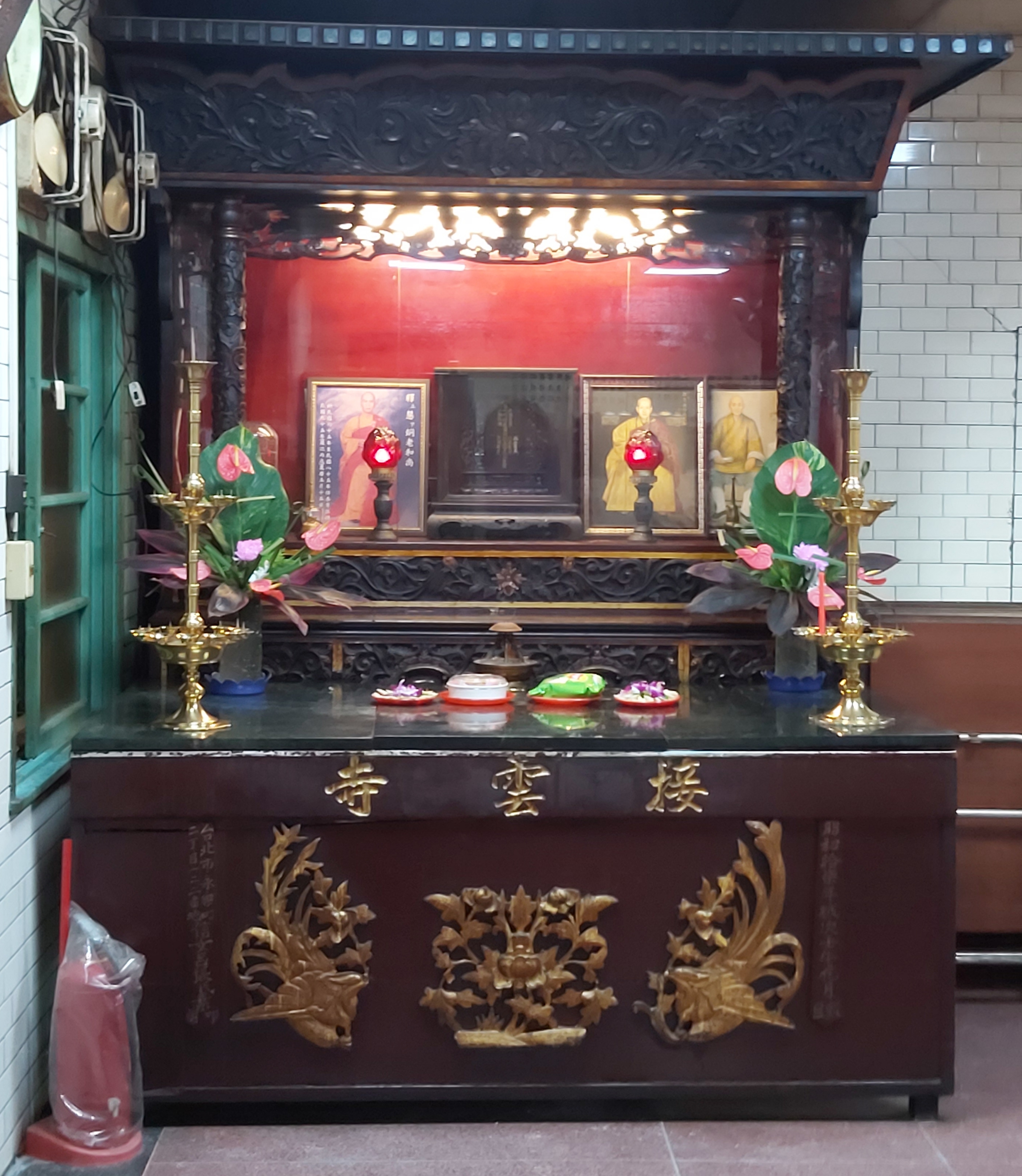
板橋接雲寺祖師殿，為供奉釋妙蓮、釋景潭、釋振德、釋善明、釋達果、釋善菓、釋慧炯等開山歷代比丘、沙彌蓮位與肖像之廳室。

此寺為板橋十三莊的漳州裔所供奉，信徒分布在板橋、土城、中和。觀音聖誕、成道、出家紀念日以及農曆初一、十五，廟方舉辦誦經祈福法會。

## 祀神

#### 接雲寺
正殿主祀觀音佛祖，正殿兩側陪祀定光古佛、註生娘娘，正殿兩側則塑有十八羅漢山；龍邊奉祀關聖帝君、延平郡王；虎邊奉祀開漳聖王、統境公。另設兩殿分別祀有太歲星君及斗姆元君。

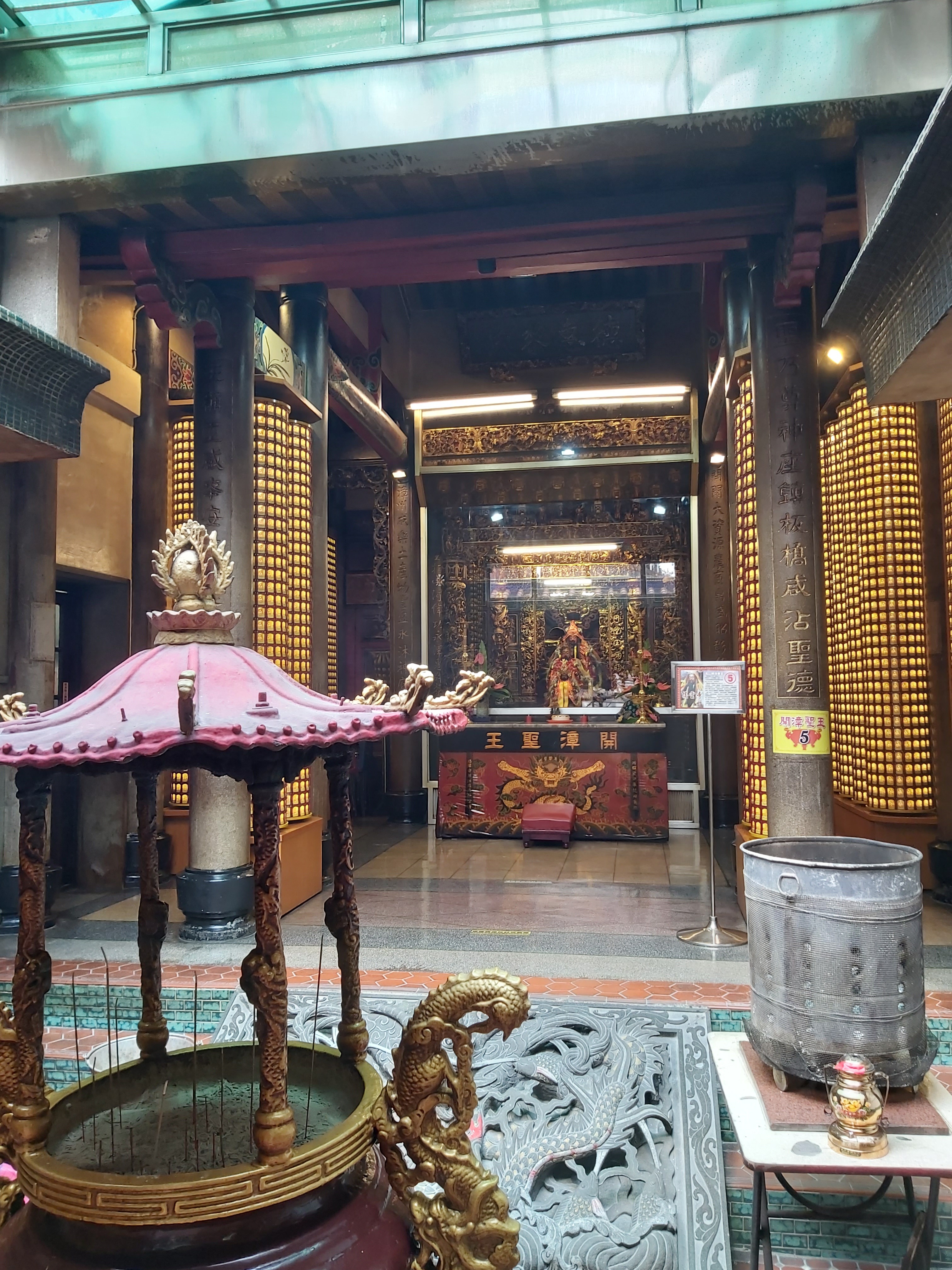
開漳聖王
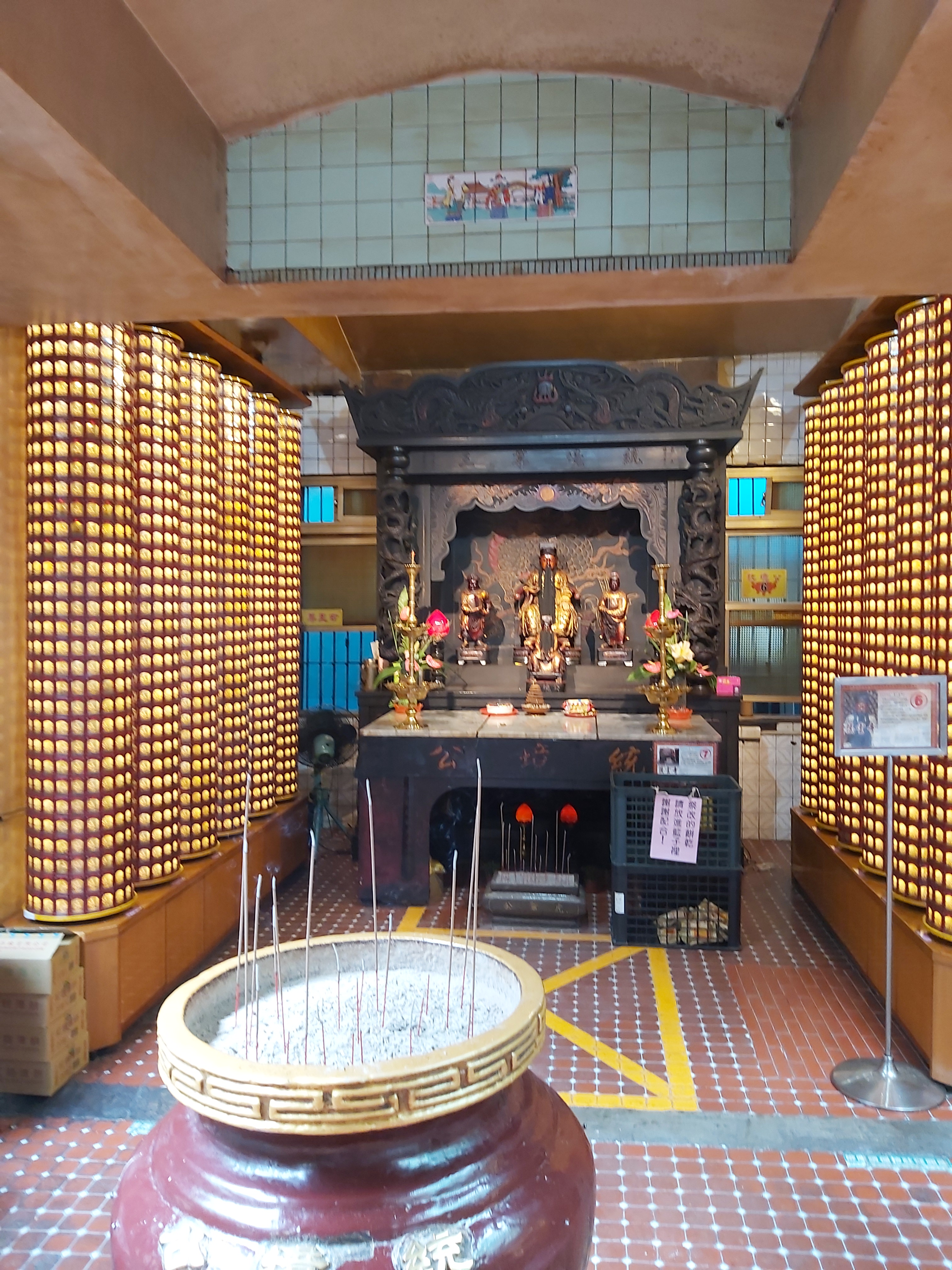
統境尊王
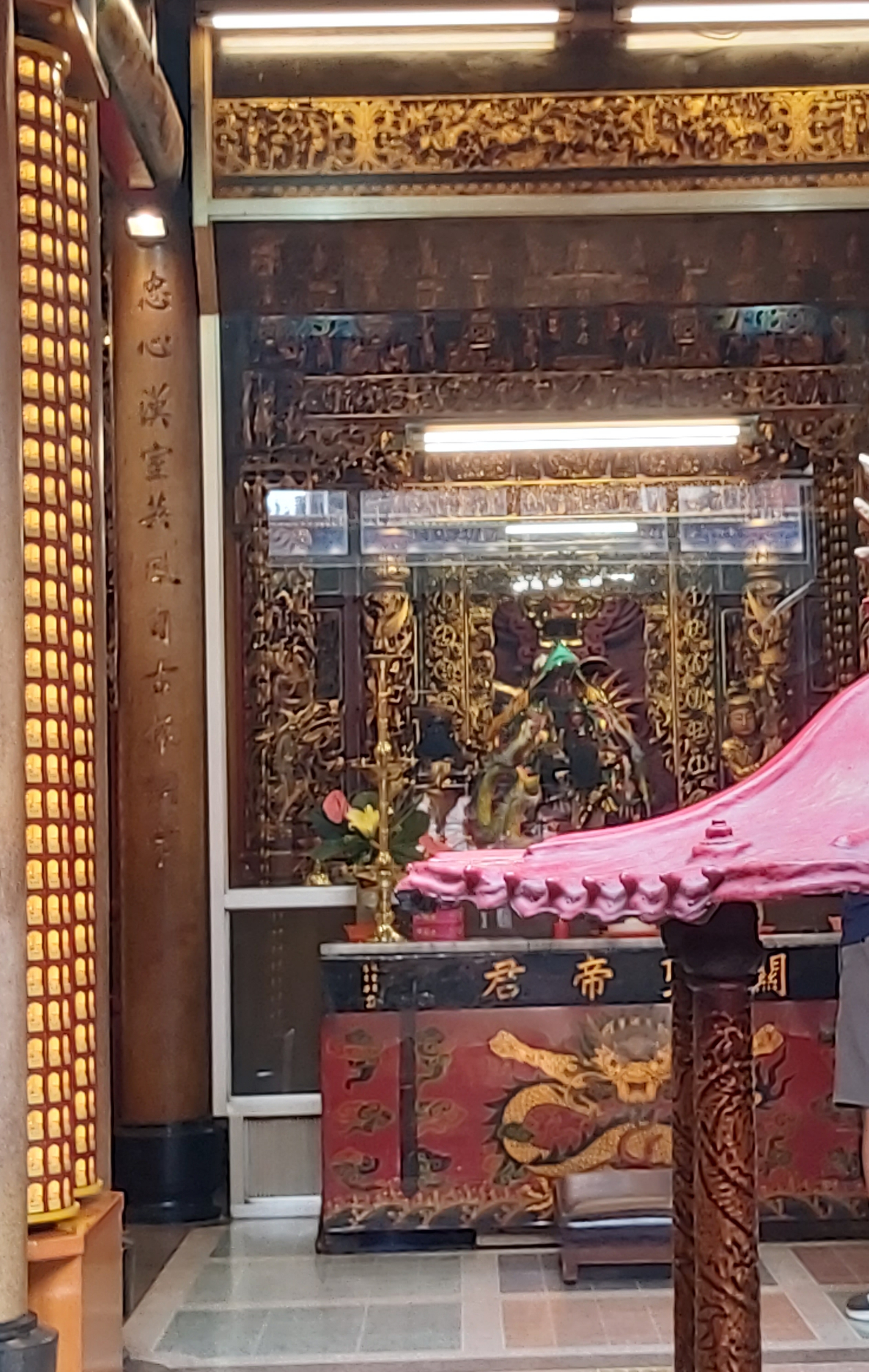
關聖帝君
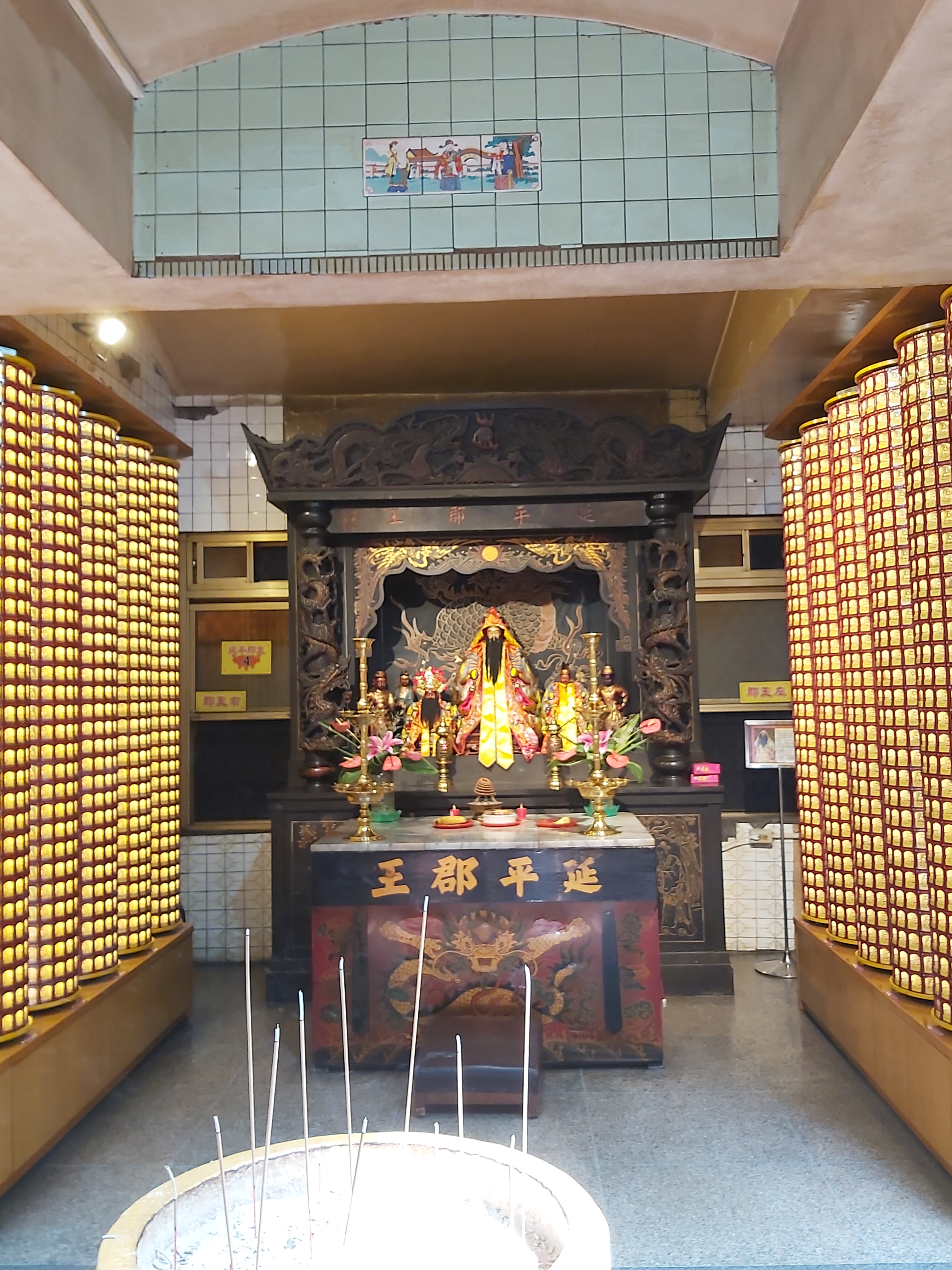
延平郡王
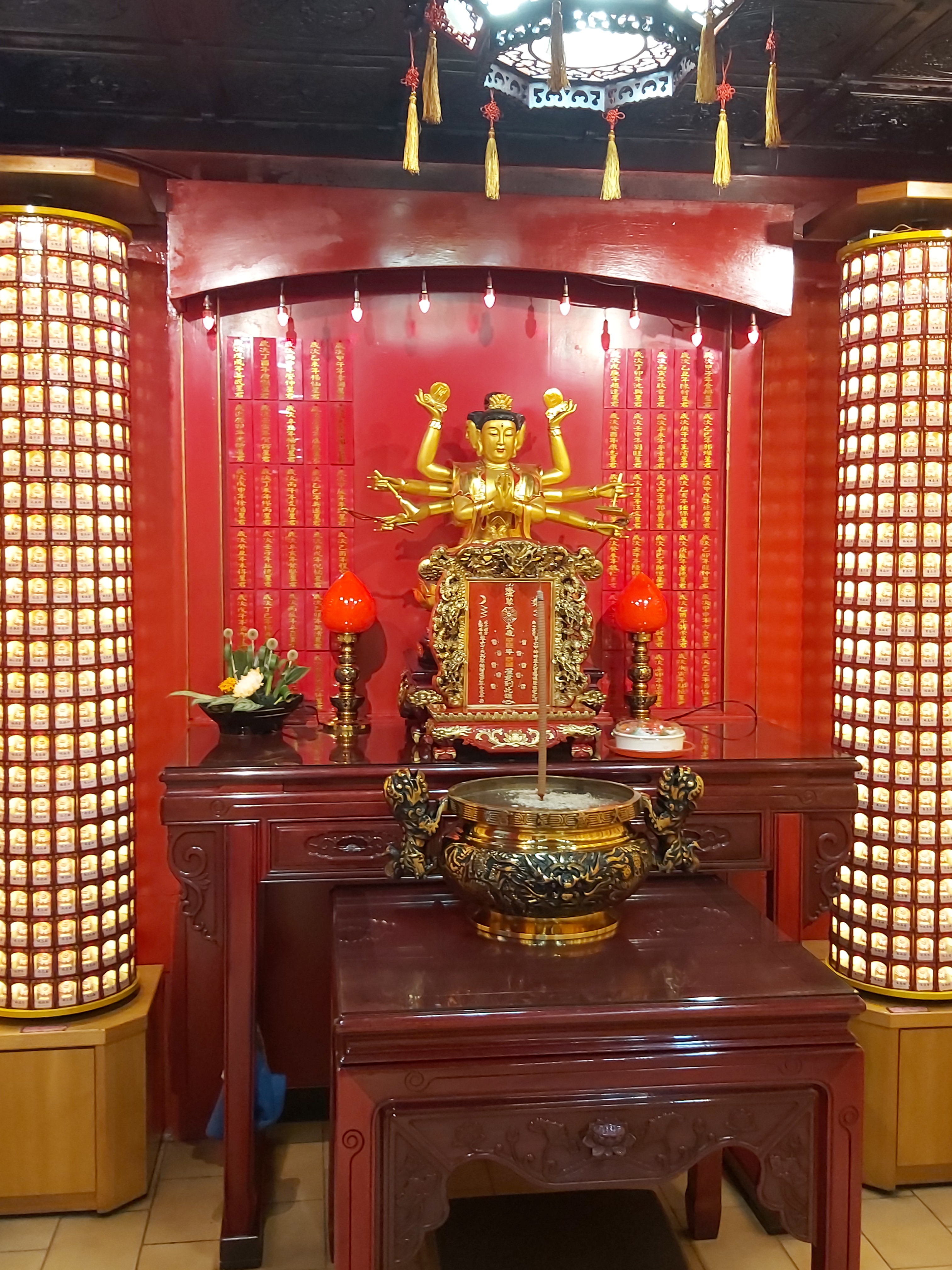
太歲殿

## 其他
- 1934年鈴木清一郎所寫的《台灣舊慣冠婚葬祭年中行事》，提及北臺灣搶孤出名的地方，有板橋接雲寺、土城，還有宜蘭頭城[13]。

- 新北市政府文化局每年會請接雲寺觀音、板橋慈惠宮媽祖、大稻埕霞海城隍廟城隍爺、城隍夫人、月老舉行聯合祈福遶境儀式[14]。

## 外部連結
- 官方网站
- 板橋接雲寺的Facebook專頁
- 接雲寺 - 新北市觀光旅遊網 （页面存档备份，存于）